# Keramik
Keramik je izdelovalec predmetov iz žgane gline , imenovane tudi keramika, terakota, majolika ali fajansa, odvisno od zgodovinskega obdobja, načina obdelave in namembnosti.
Glede na obrtno spretnost oziroma specializacijo se keramiki delijo na tri skupine, in sicer:
- pripravljavci materiala
- likovni umetniki
- dekoraterji.

Pripravljavci materiala so vsi, ki se bavijo z obdelavo gline, njene prve peke in namakanja v osnovni emajl. Likovni umetniki iz te snovi izoblikujejo predmet ali figuro in tako nastane terakota. Dekoraterji potem prebarvajo izdelek in ga glazirajo s kritnim emajlom v drugi peki. Če je po drugi peki predvidena dodatna dekoracija, je potrebna tudi tretja peka, ki jo po navadi opravijo dekoraterji sami. 
Pri keramiki za industrijske in gradbene namene (na primer izdelava talnih in stenskih ploščic) seveda odpadeta druga in tretja kategorija keramikov in nastane potreba po zaposlitvi tehnikov za strojno oblikovanje in serijsko proizvodnjo.